# Alice Pruvot-Fol
|  | Dieser Artikel wurde aufgrund von formalen oder inhaltlichen Mängeln in der Qualitätssicherung Biologie zur Verbesserung eingetragen. Dies geschieht, um die Qualität der Biologie-Artikel auf ein akzeptables Niveau zu bringen. Bitte hilf mit, diesen Artikel zu verbessern! Artikel, die nicht signifikant verbessert werden, können gegebenenfalls gelöscht werden. Lies dazu auch die näheren Informationen in den Mindestanforderungen an Biologie-Artikel. |

Alice Pruvot-Fol, geborene Fol, (* 4. August 1873 in Saint-Aignan (Loir-et-Cher); † 28. März 1972 in Paris), war eine französische Malakologin, die sich besonders mit den Hinterkiemerschnecken (Opisthobranchia) befasste.

## Leben
Alice Fol wurde in eine wohlhabende Schweizer Familie hineingeboren, ihr Großvater war der Bankier Etienne-Joseph Fol. Ihre Eltern waren Emma-Barthélémine Bourrit und der Schweizer Zoologe Hermann Fol, der ebenfalls seinen Forschungsschwerpunkt im Bereich der Malakologie hatte. Sie hatte weitere Geschwister, über die aktuell nichts Näheres bekannt ist. Im Jahr 1908 heiratete sie ihren Kollegen Georges Florentin Pruvôt, den Nachfolger von Félix de Lacaze-Duthiers in Banyuls-sur-Mer am Laboratoire Arago. Das Paar hatte zwei Söhne und eine Tochter.
Alice Pruvot-Fol beschrieb mehr als 80 neue gültige Arten von Hinterkiemerschnecken, die zum Teil nur als konservierte Proben vorlagen und identifizierte sie als Teil neuer Gattungen und Familien. Sie soll auch eine Art (Nembrotha rutilans, Pruvot-Fol, 1931) lediglich auf Grundlage einer gemalten Darstellung in einem Buch von William Saville-Kent (1893) mit dem Titel The Great Barrier Reef (1893) in Australien beschrieben haben. Als wichtiges Nachschlagewerk für das Studium der europäischen Opisthobranchia gilt ihr Buch Faune de France. Mollusques Opisthobranches aus dem Jahr 1954.
1937 wurde sie mit dem Prix Gadeau-de-Kerville de la Société zoologique de France ausgezeichnet.
Sie arbeitete an der Benennung neuer Arten bis ins hohe Alter, ihr letztes Buch erschien im Jahr 1963.

## Nach Pruvot-Fol benannte Taxa
- Aegires pruvotfolae Fahey & Gosliner, 2004
- Elysia pruvotfolae Ernst Marcus, 1957
- Hallaxa apefae Marcus & Marcus, (unter Verwendung der Initialen A. P. F.)
- Pruvotaplysia Engel, 1936
- Pruvotfolia Tardy, 1970
- Pruvotfolia pselliotes Labbé, 1923
- Pruvotfolia longicirrha n.comb.

## Schriften (Auswahl)
- 1922: Sur un type nouveau et remarquable de gymnosomes (Laginiopsis n.g.). – Compt. Rend. hebdom. Séanc. Acad. Sci, 174: 696-698.
- 1924: Étude de quelques gymnosomes méditerranéens des pêches de 'l'Orvet' en 1921 et 1922. – Arch. Zool. Exp. Gén., 62(6): 345-400, 32 figs, pls 15-16.
- 1925: Contributions à l'étude du genre Janthina Bolten. – C.R. hebd. Séances Acad. Sci., 181: ….
- 1926: Mollusques ptéropodes gymnosomes provenant des campagnes du *Prince Albert 1. de Monaco. – Résultats des Campagnes Scientifiques accomplies sur son yacht par Albert 1. Prince souverain de Monaco, publiés sous sa direction avec le concours de M. Jules Richard, Docteur ès-sciences, chargé des travaux zoologiques à bord, 70: 1-60, 3 tabs, 102 figs. ISBN 2-7260-0083-5
- 1930: Sur l'identité réelle et la valeur systématique de Micrella dubia Bgh. – Bull. Soc. zool. France, 55: 210-213.
- 1932: Note sur quelques gymnosomes de provenances diverses et diagnose d'un genre nouveau. – Arch. Zool. expér. gén., 74 (vol. jub.): 507-529, 18 figs, pl. 3.
- 1934:  Les opisthobranches de Quoy & Gaimard. Appendum 2. Les gymnosomes de Quoy & Gaimard. – Arch. Mus. Nat. Hist. nat., (6)11: 81.
- 1934: Note malacologique. A propos du tubercle médian du pied des gymnosomes. – Bull. Soc. zool. France, 59(4): 291-293.
- 1934: Faune et flore de la Méditerranée. Gastropoda-Opisthobranchia-Gymnosomata. – Comm. Intern. Expl. Sc. Mer Méditerr.
- 1936: Morphologie du pied des mollusques. Ses homologies. – Verh. schweiz. Naturf. Gesellsch., 117: 327-328.
- 1938: Sur les apparences trompeuses de quelques échantillons de gymnosomnes à l'état conservé. – Journal de Conchyliologie, 82(3): 256-258, figs A-B, pl. 4.
- 1942: Les gymnosomes. – Dana Rep., 4(20): 1-54, 77 figs.
- 1954: Faune de France n°58 Mollusques Opisthobranches P. Lechevalier Paris France 460p
- 1954: Mollusques opisthobranches. Paris, Lechevalier: 1-457, 173 figs, 1 pl.
- 1960: Les organes génitaux des opisthobranches. – Arch. Zool. expér. gén., 99(2): 135-223, 33 figs.
- 1963: Les ventouses chez les mollusques gastéropodes et plus spécialement chez les gymnosomes. – Journal de Conchyliologie, 103(1): 3-20, 11 figs.